# Auchi
Auchi é uma cidade do estado de Edo, na Nigéria. Sua população é estimada em 68.467 habitantes.